# ماجد الأنصاري
ماجد الأنصاري (مواليد 1987)، مخرج ومنتج أفلام إماراتي. اشتهر بأنه مخرج الفيلم الذي نال استحسان النقاد زنزانة وأول مسلسل تلفزيوني مصري على نتفليكس ما وراء الطبيعة.

## الحياة الشخصية
وُلد ماجد الأنصاري عام 1987 في أبو ظبي، الإمارات العربية المتحدة لأب إماراتي وأم كويتية. درس الموسيقى في جامعة ولاية كاليفورنيا في لونج بيتش قبل دخوله عالم السينما.

## حياته المهنية
بدأ التصوير في لجنة أبوظبي للسينما تحت قيادة ديفيد شيبرد. ثم انتقل للعمل في إيمج نيشن عام 2010. خلال هذه الفترة، انتقل إلى إفريقيا وحضر مختبر مايشا للأفلام في أوغندا، وهي مبادرة تدريبية غير ربحية لصانعي الأفلام الناشئين في شرق أفريقيا. بعد عودته إلى الإمارات العربية المتحدة، أخرج فيلمه القصير الأول الدخيل
قدم الأنصاري فيلمه الطويل الأول زنزانة في عام 2015 تم عرض الفيلم لأول مرة عالميًا في "فانتاستك فيست" في أوستن، تكساس، ثم تم عرضه لأول مرة في أوروبا في مهرجان لندن السينمائي. حصل الفيلم على إشادة من النقاد وفاز لاحقًا بجائزة أفضل مخرج عربي لهذا العام في مهرجان برلين السينمائي الدولي 2016. ثم قامت شركة "إيه إم غلوبال" باختيار الفيلم لتمثيله في جميع أنحاء العالم، وتم بيعه إلى نتفلكس كأول فيلم عربي يتم استحواذه. ويقال إن الفيلم هو أول فيلم من نوعه يتم إنتاجه في الإمارات العربية المتحدة. وبعد نجاح الفيلم، عمل كمنتج تنفيذي لثلاثة أفلام عربية كبرى: شباب شياب، وراشد ورجب، وسيدة البحر الذي عُرض لأول مرة في أسبوع النقاد في مهرجان البندقية السينمائي عام 2019 وحصل على جائزة نادي فيرونا للفيلم الأكثر إبداعًا.
في عام 2020، قام ماجد بإخراج ثلاث حلقات من مسلسل نتفليكس الشهير ما وراء الطبيعة. كان المسلسل، المستوحى من روايات أحمد خالد توفيق الشهيرة، أول مسلسل مصري أصلي لمنصة البث العالمية نتفليكس وكان من أكثر المسلسلات رواجًا بعد إصداره في نوفمبر.

## أعماله
| العام   | الفيلم              | الدور                  | النوع          | مراجع |
| ------- | ------------------- | ---------------------- | -------------- | ----- |
| 2011    | ظل البحر            | مساعد مدير موقع متدرب  | فيلم           |       |
| 2011    | الدخيل              | مخرج، منتج، كاتب، محرر | فيلم قصير      |       |
| 2013    | الجن                | مساعد مدير الموقع      | فيلم           |       |
| 2014    | من ألف إلى باء      | المنتج التنفيذي        | فيلم           |       |
| 2015    | زنزانة              | المخرج والكاتب         | فيلم           |       |
| 2018    | في الوقت المقترض    | المنتج التنفيذي        | فيلم           |       |
| 2017–18 | القاضي: قلب العدالة | المنتج التنفيذي        | مسلسل تلفزيوني |       |
| 2019    | راشد ورجب           | المنتج التنفيذي        | فيلم           |       |
| 2019    | سيدة البحر          | المنتج التنفيذي        | فيلم           |       |
| 2020    | ما وراء الطبيعة     | مخرج                   | مسلسل تلفزيوني |       |